# Tatort: Schwerelos
Schwerelos ist ein Fernsehfilm aus der Fernseh-Kriminalreihe Tatort der ARD, des ORF und des SRF.
Der Film wurde vom WDR produziert und am 3. Mai 2015 erstmals gesendet. Es ist die 946. Folge der Tatort-Reihe und der sechste Fall der Ermittler Faber, Bönisch, Dalay und Kossik, verkörpert von Jörg Hartmann, Anna Schudt, Aylin Tezel und Stefan Konarske.

## Handlung
Der schwer verletzte Leo Janek wird von Unbekannten mehr tot als lebendig vor einer Dortmunder Klinik abgelegt. Die Kriminalhauptkommissare Faber und Bönisch, deren Team mit dem Fall befasst ist, müssen seiner Frau Klara und seinem Sohn Martin mitteilen, dass der Schwerverletzte im Koma liegt und nur noch lebt, weil er an die entsprechenden Maschinen angeschlossen ist. Die Ermittler versuchen zunächst herauszufinden, was genau passiert ist. Da Janek ein leidenschaftlicher Fallschirmspringer war, liegt nahe, dass ihm dabei etwas zugestoßen ist, aber auch Selbstmord kann nicht ausgeschlossen werden. Allerdings erklärt sich im letzteren Fall noch weniger, wie der Verletzte zur Klinik und vor die Notaufnahme gekommen ist. Wollte ihn jemand retten, aber nicht gesehen werden?
Kossik und Dalay holen Erkundigungen am Sportflugplatz ein, aber dort ist nachweislich in der letzten Nacht niemand gesprungen. Am nächsten Tag wird das Auto von Leo Janek in einem alten, verlassenen Industriegebiet gefunden. Faber und Bönisch sehen sich dort um und kommen zu dem Schluss, dass Janek hier als Basejumper unterwegs gewesen sein dürfte. Nach längerem Suchen findet Faber einen Blutfleck am Boden und auch den in der Nähe vergrabenen Fallschirm. Die spätere Untersuchung ergibt, dass das Blut von Janek stammt und dass sich jemand an dem Fallschirm mit einem spitzen Gegenstand „abreagiert“ und dabei auch das Trennsystem beschädigt hatte, wodurch es zu dem Absturz kam.
Auf Videos und Fotos, die jemand im Internet gepostet hat, ist Janek bei seinem gefährlichen Hobby in Aktion zu sehen, daneben einige seiner Basejumper-Freunde wie der Springer-Ausbilder Jules Lanke. Kossik und Dalay nehmen Kontakt zu ihm auf, und während Dalay sich zu einem Tandemsprung entschließt, sieht sich Kossik am Boden um. Er entdeckt Lankes Geländewagen, in dem sich Blutspuren befinden, die er sichert und ins Labor schickt. Am Abend treffen sich die Kommissare mit der Gruppe Basejumper, zu denen neben Jules Lanke auch die Studentin Joanna Wolert und Janeks Schwager Frank Hövel gehören. Als Bönisch allerdings erfährt, dass ihre beiden jungen Kollegen mehr oder weniger privat ermitteln und sich den Verdächtigen gegenüber nicht als Polizeibeamte ausgewiesen haben, ist sie wütend, da dieses Vorgehen eine Dienstaufsichtsbeschwerde nach sich ziehen könnte. So befragt Faber offiziell die drei Basejumper und erfährt, dass Frank Hövel sich Geld von seinem Schwager geliehen hatte. Hövel weist es weit von sich, dass das ein Grund für ihn gewesen sein könnte, Leo umzubringen, nur um dann seine Schulden nicht zurückzahlen zu müssen. Das wird von Janeks Frau bestätigt, die auch zugibt, dass ihre Ehe nicht mehr gut funktioniert und das Paar kurz vor der Trennung gestanden habe. Dennoch fällt es ihr nicht leicht, die Maschinen abstellen zu lassen, die allein ihren Mann am Leben halten. Auch für ihren Sohn Martin ist das ein schwerer Tag. Faber nimmt das Schicksal des Jungen stark mit, da er sich dadurch auch wieder mit dem Tod seiner Frau und seiner Tochter konfrontiert sieht. Martin hatte ihm außerdem anvertraut, dass sein Vater ihm versprochen hatte, ihn eines Tages zum Fallschirmspringen mitzunehmen.
Inzwischen ist das Blut aus Lankes Wagen analysiert und eindeutig Leo Janek zuzuordnen. Lanke wird daraufhin verhört und gibt zu, in der Unfallnacht mit Janek zusammen illegal gesprungen zu sein. Nachdem Janeks Sprung misslungen war, habe er ihn in die Klinik gefahren und den Schirm versteckt – aus Angst, dass man ihnen hinter ihre illegalen Sprünge kommen würde. Als die Ermittler herausfinden, dass Janek eine Affäre mit Joanna Wolert hatte, befragen sie diesbezüglich seine Ehefrau. Sie gibt zu, davon gewusst zu haben; da aber ihre Ehe sowieso am Ende gewesen sei, sei dies nur der letzte Anlass gewesen, ihren Mann hinauszuwerfen, was dann am Tag des Unfalls geschehen sei. Diesen Streit, in dem Leo Janek seiner Frau auch an den Kopf geworfen hatte, dass er nie ein Kind hätte haben wollen, hatte Martin mit angehört. Faber ist klar, dass der Junge, der seit dem Unfall stets sehr verschlossen war, seine Wut über die Worte seines Vaters an dessen Fallschirm ausgelassen haben muss. Er fährt zu Martin und spricht ihn auf den Streit seiner Eltern an, der ihn traurig und wütend gemacht habe. Springen sei seinem Papa so wichtig gewesen, wichtiger als alles andere. Da habe er mit einer Schere den Fallschirm bearbeitet. Martin bringt unter Schluchzen hervor, dass er das doch nicht gewollt habe, und Faber erwidert, das wisse er ja. Faber und Bönisch nehmen die Schere des Jungen mit und werfen sie beim Autofahren aus dem Fenster.

## Produktion und Hintergrund
Der Tatort Schwerelos wurde vom 17. Juni 2014 bis zum 17. Juli 2014 in Köln und im ehemaligen Hochofenwerk Phoenix-West in Dortmund-Hörde gedreht. Die Flugplatz-Aufnahmen erfolgten auf dem Flugplatz Marl-Loemühle in Marl.
Als Soundtrack für das Video der Fallschirmspringer wurde der Musiktitel Extreme Ways von Moby verwendet. Für die Szenen, die in der Discothek spielen, fanden die beiden Musiktitel Kick It Like A Sensei (Feat. Lil Wayne) sowie We Feel Love von WestBam Verwendung, zudem ist Poney Part 1 von Vitalic zu hören.
Die Audiodeskription zum Film wurde vom WDR selbst produziert; Sprecherin ist Susanne Reuter.
Privates der Kommissare: Während es zwischen Nora Dalay und Daniel Kossik immer wieder zu Eifersüchteleien und überzogenen Reaktionen kommt, belastet es Martina Bönisch, dass ihr 15-jähriger Sohn Jan verschwunden ist. Je länger es dauert, desto größer werden ihre Sorgen. Jan wird am Ende des Films in der Stadt aufgegriffen, wo er randaliert hat. Daniel entfaltet den Origami-Kranich, mit dem Nora fortwährend gespielt hat, und schaut auf das Ultraschallbild seines Kindes. Er sucht und findet Nora und beide fallen sich vom Schmerz gezeichnet in die Arme.
Faber hingegen kümmert sich in ganz besonderer Weise um den minderjährigen Martin, der an seiner Schuld zu zerbrechen droht. Das Zusammentreffen mit dem Jungen bringt die Erinnerung an seine verlorene Tochter und seine Frau wieder verstärkt zurück.

## Rezeption

### Einschaltquote
Die Erstausstrahlung von Schwerelos am 3. Mai 2015 wurde in Deutschland von 9,43 Millionen Zuschauern gesehen und erreichte einen Marktanteil von 25,9 % für Das Erste.

### Kritik
Christian Buß von Spiegel Online bemängelte, dass „das Lebenskrisendrama des Bankers bald ins Hintertreffen [gerate], während das der Ermittlerin Dalay irgendwann im Vordergrund“ stehe. Außerdem stieß sich der Kritiker an der Backstory der Ermittler, die nicht der Verfahrensweise des bisherigen Head-Autors Jürgen Werner folge:

„Es war ja die besondere Qualität des Dortmunder 'Tatorts', dass sich die Backstory der Ermittler in den bisherigen Folgen in der Horizontalen ausbreitete – wie nebenbei und doch konsequent. […] Ben Braeunlich, der Autor der aktuellen Folge, verknotet die Erzählfäden nun ein wenig zu rabiat. Regisseur Züli Aladag […] klebt ein wenig zu sehr an der pittoresk zerzausten Jungpolizistin Dalay. […] Bislang der weinerlichste Fall der Dortmunder Wüteriche.“

Auch Lennart Laberenz von der Neuen Zürcher Zeitung bemängelte, dass der erste nicht von Jürgen Werner geschriebene Fall „das Private der Charaktere penetrant in den Vordergrund“ dränge und dadurch diesem „Tatort alle Haftung an sozialen oder politischen Realitäten im Ruhrgebiet“ nehme. Abschließend urteilte der Kritiker:

„Wenn dann alle noch aus persönlichen Dramen heraus Beziehungen zum Fall entwickeln, bleibt das in der Substanz banal.“

Auch Holger Gertz von der Süddeutschen war nicht glücklich über den Part, der den jungen Kommissaren Nora und Daniel zugedacht war und befand abschließend:

„Ein ruhig erzählter und trotzdem spannender Fall, klassischer Aufbau: Wer hatte ein Motiv? Das Gekabbel der Kollegen Nora […] und Daniel […] mit Eifersüchtigmacherei und Kontrollblicken nervt allerdings gewaltig. Wie im Leben: Wenn einer ewig von seiner On-off-Beziehung redet, kann das irgendwann auch keiner mehr hören. […] Faber wirkt schallgedämpft in dieser Episode […]. Man merkt: Faber ist auch leise sehr bewegend. Allerdings, wenn er in seinen runtergewohnten Klamotten vor den rostigen Wänden der Industrieruinen steht, wird er fast eins mit dem Hintergrund. So ist das, wenn einer angekommen ist. Beim nächsten Mal bricht er hoffentlich wieder aus.“

Rainer Tittelbach von tittelbach.tv schränkte zwar ein, dass Autor Braeunlich es etwas mit den dramaturgischen Spiegelungen übertrieben habe, urteilte aber insgesamt durchaus positiv: „Während Faber in die Ersatzvaterrolle rutscht, übernimmt mehr & mehr die noch immer (von ihrer Abtreibung) traumatisierte Nora die Rolle der Borderline-Kripokraft. Alle Charaktere in dem Film von Züli Aladag befinden sich emotional mehr oder weniger im ‚freien Fall‘. Das ist gut für die Tonlage und die Atmosphäre im Film.“ Tittelbachs Fazit lautete: „Nach zwei überragenden Filmen befindet sich der ‚Tatort‘ Dortmund mit ‚Schwerelos‘ auf Konsolidierungskurs, bleibt überraschend & sehenswert.“